# よいこの君主論
『よいこの君主論』（よいこのくんしゅろん）は、架神恭介と辰巳一世による文学作品。2006年3月に『完全覇道マニュアル はじめてのマキャベリズム』のタイトルでシンコーミュージック・エンタテイメントより刊行された。2009年5月に『よいこの君主論』としてちくま文庫にて文庫化された。
マキャヴェリの君主論を小学生の一クラスの覇権争いを舞台に論じる。
ミサオによるコミック版が『月刊ビッグガンガン』（スクウェア・エニックス）で2012年Vol.05から2013年Vol.05連載された。

## 書籍情報
1. 『完全覇道マニュアル はじめてのマキャベリズム』 シンコーミュージック・エンタテイメント
2006年3月 ISBN 978-4-401-61997-9
2. ちくま文庫（筑摩書房）
2009年5月 ISBN 978-4-480-42599-7
3. スクウェア・エニックス（ビッグガンガンコミックス）
  1. 2012年9月25日 ISBN 978-4-7575-3744-6
  2. 2013年6月25日 ISBN 978-4-7575-3922-8